# Élections législatives de 1967 en Guyane
Les élections législatives françaises de 1967 se déroulent le 5 mars. Dans le département de la Guyane, un député est à élire dans le cadre d'une circonscription.

## Élus
| Circonscription        | Député sortant | Parti | Parti | Député élu ou réélu | Parti | Parti |
| ---------------------- | -------------- | ----- | ----- | ------------------- | ----- | ----- |
| Circonscription unique | Léopold Héder  |       | PSG   | Hector Rivierez     |       | UD-Ve |

## Résultats

### Résultats à l'échelle du département
|                | Union des démocrates pour la Ve République | 5 690  | 53,35  | 1 |  |  |
|                | Union des républicains de progrès          | 5 690  | 53,35  | 1 |  |  |
|                |                                            |        |        |   |  |  |
|                | Parti socialiste guyanais                  | 4 790  | 44,91  | 0 |  |  |
|                | Divers                                     | 185    | 1,73   | 0 |  |  |
|                |                                            |        |        |   |  |  |
| Inscrits       | Inscrits                                   | 15 558 | 100,00 | 1 |  |  |
| Abstentions    | Abstentions                                | 4 678  | 30,07  |   |  |  |
| Votants        | Votants                                    | 10 880 | 69,93  |   |  |  |
| Blancs et nuls | Blancs et nuls                             | 215    | 1,98   |   |  |  |
| Exprimés       | Exprimés                                   | 10 665 | 98,02  |   |  |  |

### Résultats par circonscription
| | Hector Rivierez élu   | UD-Ve          | 5 690  | 53,35  |  |  |  |
| | Léopold Héder sortant | PSG            | 4 790  | 44,91  |  |  |  |
| | Constant Chlore       | Divers         | 185    | 1,73   |  |  |  |
| |                       |                |        |        |  |  |  |
| Inscrits | Inscrits              | Inscrits       | 15 558 | 100,00 |  |  |  |
| Abstentions | Abstentions           | Abstentions    | 4 678  | 30,07  |  |  |  |
| Votants | Votants               | Votants        | 10 880 | 69,93  |  |  |  |
| Blancs et nuls | Blancs et nuls        | Blancs et nuls | 215    | 1,98   |  |  |  |
| Exprimés | Exprimés              | Exprimés       | 10 665 | 98,02  |  |  |  |
| Source : France, Ministère de l'intérieur. Les Elections législatives . Métropole., la Documentation française, 1974 (lire en ligne) |                       |                |        |        |  |  |  |